# Aeroportul Aktobe
Aeroportul Aktobe (IATA: AKX, ICAO: UATT) este un aeroport din Aktobe, Aktobe City Administration⁠(d), Provincia Aktobe, Kazahstan ce deservește zona Aktobe. Aeroportul a fost tranzitat în 2018 de 411.248 de pasageri. A fost deschis în 1933 și numit după zona deservită.
Situat la o altitudine de 225 m, aeroportul dispune de 1 pistă.

## Infrastructură

### Piste
Aeroportul dispune de o singură pistă. Pista are orientarea 13/31.